# John E. Woods
John Edwin Woods (* 16. August 1942 in Indiana; † 15. Februar 2023 in Berlin) war ein US-amerikanischer Übersetzer deutschsprachiger Literatur, vor allem aus der zweiten Hälfte des 20. Jahrhunderts. Schwerpunkte seiner Übersetzungstätigkeit waren die Romane Thomas Manns und das erzählerische Gesamtwerk von Arno Schmidt, darunter auch dessen für unübersetzbar gehaltenes magnum opus Zettel’s Traum.

## Übersetzer
Woods kam 1971 aus Ohio nach Tübingen und nahm dort unter Jürgen Moltmann das Studium der Theologie auf. Eine Deutschlehrerin am Goethe-Institut Schwäbisch Hall machte ihn mit Arno Schmidts Aus dem Leben eines Fauns bekannt, und, so Woods später, „eine Welt tat sich auf“.
Zurückgekehrt in die USA, dachte er daran, Schriftsteller zu werden, gab aber seine eigenen schriftstellerischen Ambitionen wegen anhaltender Schreibblockaden auf. Die Lektüre von Schmidts Abend mit Goldrand gab den Anstoß zu einer intensiveren Auseinandersetzung mit dem Autor. Woods versuchte sich an einer Übertragung in seine Muttersprache, die mehrere Jahre in Anspruch nahm. Das Manuskript gelangte an die einflussreiche deutsch-amerikanische Verlegerin Helen Wolff, die das Erscheinen der später mehrfach ausgezeichneten Übersetzung ermöglichte.

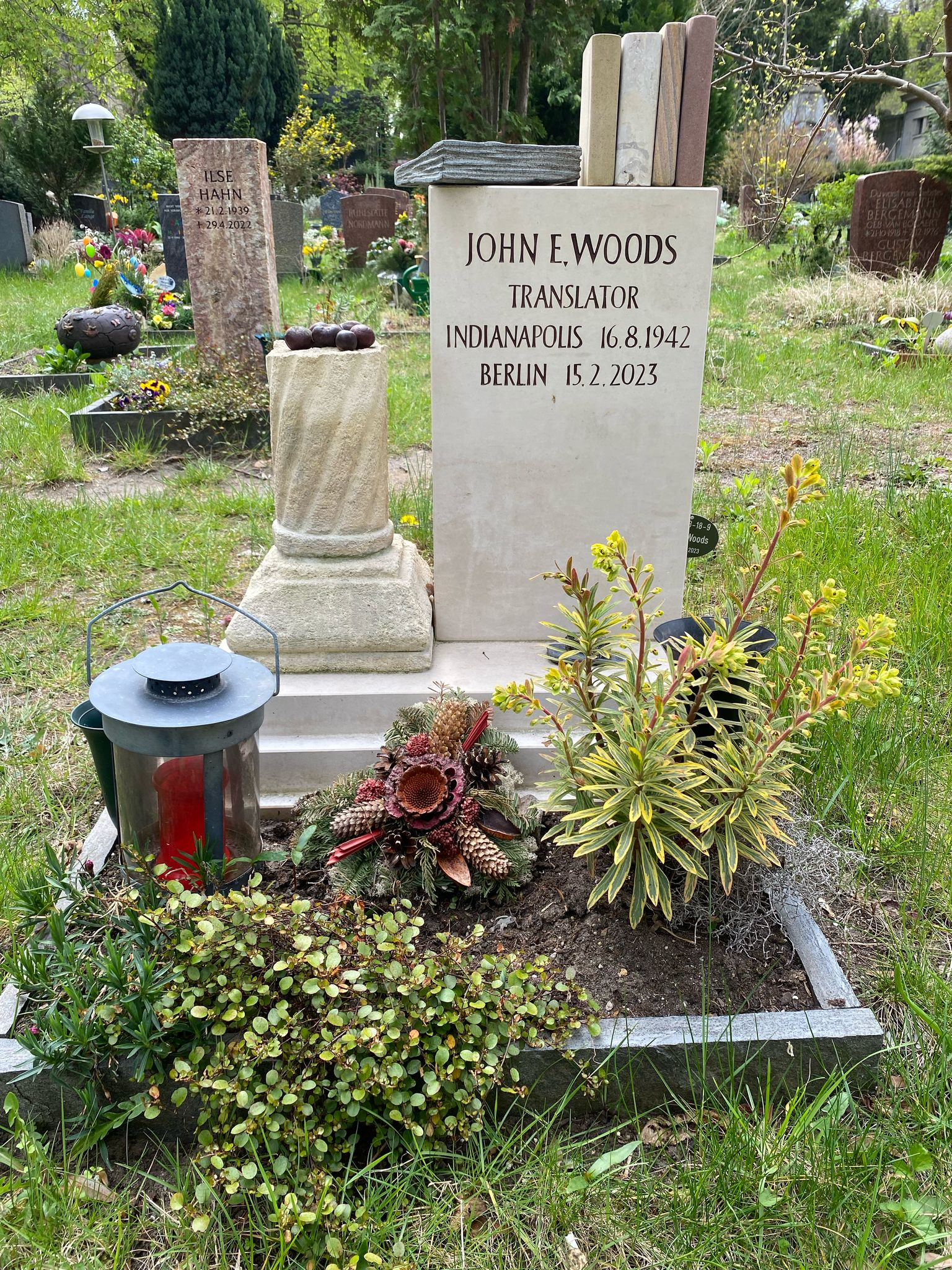
Grabstätte auf dem Alten St.-Matthäus-Kirchhof

In den Folgejahren übernahm Woods die Übersetzung bedeutender deutschsprachiger Belletristik, vornehmlich der literarischen Moderne und der Gegenwartsliteratur. Das Romanwerk Thomas Manns erfuhr damit in Teilen die längst erforderliche Neuübersetzung, denn die Erstübersetzungen Helen Lowe-Porters gelten heute als überholt. Arno Schmidts vielschichtige und anspielungsreiche, von Woods selbst liebevoll als "fairy tales for adults" umschriebene Prosa blieb jedoch sinnstiftend für Woods’ übersetzerische Tätigkeit, die er als Liebeserklärung an seine Muttersprache verstand.
Aus der anfänglich rein privaten Leidenschaft wurde durch Jan Philipp Reemtsma ein Dauerauftrag für die Übertragung des erzählerischen Gesamtwerks von Arno Schmidt. Dieser Aufgabe kam Woods seit 1986 nach. Den Abschluss bildete die Übertragung von Schmidts monumentalem Werk Zettel’s Traum, die im Jahr 2016 erschien. Woods hatte bereits zuvor erklärt, dass er seine Arbeit damit als vollendet ansehe und sich von der Übersetzertätigkeit gänzlich zurückziehen wolle.
Woods lebte ab 2005 in Berlin. Dort verstarb er 80-jährig und wurde auf dem Alten St.-Matthäus-Kirchhof beigesetzt.

## Ehrungen
Für seine Übersetzungen erhielt Woods zahlreiche Auszeichnungen. Für die Übersetzung von Schmidts Abend mit Goldrand erhielt er 1981 den National Book Award in der Kategorie Translation sowie den PEN Translation Prize des PEN American Center, der ihm nochmals 1987 für Patrick Süskinds Das Parfum verliehen wurde. 1990 erhielt er den Schlegel-Tieck Prize for Translation der Society of Authors für die Übertragung von Christoph Ransmayrs Die letzte Welt. 1995 bekam er den Helen-und-Kurt-Wolff-Übersetzerpreis des Goethe-Instituts für seine Übersetzungen von Thomas Manns Zauberberg und Arno Schmidts Kurzromanzyklus Nobodaddys Kinder. Ebenfalls 1995 erhielt er den Ungar German Translation Award der American Translators Association und 2008 wurde ihm die Goethe-Medaille verliehen. 2012 wurde Woods in die Deutsche Akademie für Sprache und Dichtung aufgenommen.

## Ausgewählte Übersetzungen
- Alfred Döblin
  - A People Betrayed (Verratenes Volk). Fromm International, New York 1983.
  - Karl and Rosa (Karl und Rosa). Fromm International, New York 1983.
- Thomas Mann
  - Buddenbrooks – the Decline of a Family (Buddenbrooks – Verfall einer Familie). Knopf, New York 1993.
  - The Magic Mountain (Der Zauberberg). Knopf, New York 1995.
  - Doctor Faustus (Doktor Faustus). Knopf/Random House, New York 1997.
  - Joseph and His brothers (Joseph und seine Brüder). Everyman’s Library, New York 2005.
- Friedrich Dürrenmatt
  - The Execution of Justice (Justiz). Random House, New York 1989.
- Günter Grass
  - Show Your Tongue (Zunge zeigen). Harcourt Brace Jovanovich, San Diego 1989.
- Arno Schmidt
  - Evening Edged in Gold (Abend mit Goldrand). Harcourt Brace Jovanovich, New York 1980.
  - Scenes from the Life of a Faun (Aus dem Leben eines Fauns). Boyars, London; New York 1983
  - Collected Novellas. Dalkey Archive Press, Normal 1994.
  - Collected Early Fiction, 1949–1964. Dalkey Archive Press, Normal, IL 1994–1997.
  - Nobodaddy’s Children (Nobodaddy’s Kinder). Dalkey Archive Press, Normal 1995.
  - The Collected Stories of Arno Schmidt. Dalkey Archive Press, Normal 1996.
  - Two Novels – The Stony Heart, B/Moondocks (Das steinerne Herz/KAFF auch Mare Crisium). Dalkey Archive Press, Normal 1997.
  - The School for Atheists: A Novella=Comedy in 6 Acts (Die Schule der Atheisten). Green Integer/EL-E-PHANT 53 København & Los Angeles 2001
  - Radio Dialogs I & II (Radioessays). Green Integer, Los Angeles 1999–2003.
  - Bottom’s Dream (Zettel’s Traum). Dalkey Archive Press, Victoria TX 2016.
- Libuše Moníková
  - The Facade (Die Fassade). Knopf, New York 1991.
- Christoph Ransmayr
  - The Last World – a Novel with an Ovidian Repertory (Die letzte Welt). Grove Weidenfeld. New York 1990.
  - The Terrors of Ice and Darkness (Die Schrecken des Eises und der Finsternis). Grove Weidenfeld, New York 1991.
  - The Dog King (Morbus Kitahara). Knopf, New York 1997.
- Bernhard Schlink
  - Flights of Love (Liebesfluchten). Pantheon, New York 2001.
- Patrick Süskind
  - Perfume – the Story of a Murderer (Das Parfum – die Geschichte eines Mörders). Knopf, New York 1986.
  - The Pigeon (Die Taube). Knopf/Random House, New York 1988.
  - Mr. Summer’s Story (Die Geschichte von Herrn Sommer). Knopf, New York 1993.
- Ingo Schulze
  - 33 Moments of Happiness – St. Petersburg Stories (33 Augenblicke des Glücks). Knopf, New York 1998.
  - Simple Stories (Simple Storys – ein Roman aus der ostdeutschen Provinz). Knopf, New York 2000.
  - Adam and Evelyn (Adam und Evelyn). Knopf, New York 2011.
- Hans-Ulrich Treichel
  - Leaving Sardinia (Der irdische Amor). Pantheon, New York 2004.